# Pygostylia
Clade
Clades de rang inférieur
- † Jinguofortisidae[1]
- † ? Zhongornis
- † Confuciusornithiformes
- Ornithothoraces
  - † Enantiornithes
  - Euornithes

Les Pygostylia forment un groupe d'avialiens qui comprend les Confuciusornithidae et toutes les espèces les plus avancées, les Ornithothoraces.

## Définition
Le groupe des Pygostylia était destiné à l'origine à englober tous les avialiens à queue courte et tronquée, contrairement aux longues queues reptiliennes d'espèces plus primitives comme Archeopteryx lithographica. Il a été nommé par Sankar Chatterjee en 1997.
Louis Chiappe a défini plus tard, en 2001, les Pygostylia comme un clade basé sur des nœuds, regroupant « l'ancêtre commun des Confuciusornithidae et des Neornithes ainsi que tous ses descendants »,. La même année, Jacques Gauthier et Kevin De Queiroz ont recommandé que le concept de clade basé sur l'apomorphie originale de Chatterjee soit utilisée à la place de la définition basée sur les nœuds de Chiappe, mais cette recommandation a été suivie de manière incohérente. Louis Chiappe et ses co-auteurs continuent d'utiliser leur définition , attribuant souvent la paternité du nom à Chiappe, 2001 ou Chiappe, 2002 plutôt qu'à Chatterjee.
Le cladogramme suivant montre les résultats d'une étude phylogénétique réalisée par Jinghai O'Connor et ses collègues en 2016 :
|  | †Confuciusornithiformes                                                                         |
|  |                                                                                                 |
|  | \| \| †Didactylornis \| \| \| \| \| \| †Sapeornis \| \| \| \| \| \| Ornithothoraces \| \| \| \| |
|  |                                                                                                 |
|  | †Didactylornis                                                                                  |
|  |                                                                                                 |
|  | †Sapeornis                                                                                      |
|  |                                                                                                 |
|  | Ornithothoraces                                                                                 |
|  |                                                                                                 |

|  | †Didactylornis  |
|  |                 |
|  | †Sapeornis      |
|  |                 |
|  | Ornithothoraces |
|  |                 |

## Description
Chiappe a noté que selon sa définition, tous les membres du clade des Pygostylia partagent quatre caractéristiques uniques. Le trait qui donne son nom au groupe est la présence d'un pygostyle, un ensemble de vertèbres fusionnées à l'extrémité de la queue. Vient ensuite l'absence d'articulation hyposphène-hypantrum (en). Vient ensuite un os pubien inversé séparé de l'axe principal du sacrum par un angle de 45 à 65 degrés. Le dernier est un condyle médian bulbeux du tibiotarse (os inférieur de la jambe).
Les pygostyliens se divisent en deux groupes distincts en ce qui concerne le pygostyle. Les Ornithothoraces ont un pygostyle en forme de soc, tandis que les membres les plus primitifs avaient des pygostyles plus longs en forme de tige.
Le premier membre connu du groupe est l'espèce d'énantiornithes Protopteryx fengningensis, du membre Sichakou de la formation d'Huajiying en Chine, qui date d'environ 131 Ma (millions d'années), bien qu'au moins un autre genre d'énantiornithes, Noguerornis, puisse être encore plus âgé, il y a jusqu'à 145,5 millions d'années, bien que son âge exact soit incertain.